# Strahlaxius
Strahlaxius is een geslacht van kreeftachtigen uit de klasse van de Malacostraca (hogere kreeftachtigen).

## Soorten
- Strahlaxius plectrorhynchus (Strahl, 1862)
- Strahlaxius waroona (Poore & Griffin, 1979)